# Gertrud Klemke-Stremlau
Gertrud Klemke-Stremlau (geb. Stremlau; * 10. Dezember 1913 in Berlin; † 12. Juli 1988 in Vitte) war eine deutsche Malerin und Grafikerin.

## Leben und Werk
Die Eltern Gertrud Stremlaus waren der Weißenseer Beamte Joseph Johann Stremlau (1886–1955) und Rosalie Anna geb. Medoch (1890–1954). Gertrud Stremlau studierte von 1931 bis 1934 mit einem Begabtenstipendium an der Kunstgewerbe- und Handwerkerschule Berlin-West in Berlin-Charlottenburg, anfangs in einer Vorbereitungsklasse, dann in der Tagesfachklasse von Hans Orlowski. Nach dem Studienabschluss arbeitete sie in Berlin als Zeichnerin bei wechselnden Unternehmen, 1936 jeweils kurze Zeit bei der Stöcker Film AG und der Gasparcolor Werbefilme, bis 1939 bei Werner Kruse, von 1939/1940 bei der PN-Filmgesellschaft Nar & Polley von Ilse Polley (* 1904), 1940/1941 im Trickfilmatelier Curt Schumann und dann bei der Deutschen Zeichenfilm GmbH.
1941 heiratete sie Werner Klemke. Sie wurde Mutter von fünf Kindern. Gabriele (* 1943) starb als Sechsjährige. Sabine Kahane-Noll (* 1947), Christine Klemke (* 1951) und Ulrike Braun (* 1953) wurden später bildende Künstler, Christian Klemke (* 1949) Dokumentarfilmregisseur.
1946/1947 war sie mit einer Zeichenstube in Berlin selbstständig tätig.
Zwischen 1959 und 1991 hatte die Familie Klemke ein heute denkmalgeschütztes, reetgedecktes Sommerhaus in Vitte auf der Insel Hiddensee, wo Gertrud Klemke-Stremlau auch verstorben ist, Süderende 64 (heute Süderende 73). Das Haus ist heute ein Ferienhaus.
Gertrud Klemke-Stremlau stellte ihre künstlerischen Ambitionen zurück, um den Haushalt zu führen, sich der Erziehung der Kinder zu widmen und später, in der DDR, ihrem Mann, den sie für den künstlerisch Begabteren hielt, „den Rücken freizuhalten“. Ihre Tochter Christine sagte: „Als wir aus dem Haus waren, brach der Damm und die herrlichsten Kunstwerke flossen aus ihrer Hand … Und die waren ganz anders als die meines Vaters. Sie waren voller Leidenschaft, in bunten Farben, oft großformatig. Sie goss die Farben geradezu auf die Malgründe.“
1972 erhielt Gertrud Klemke-Stremlau in Berlin ihre erste Ausstellung. 1973 schuf sie anlässlich der 10. Weltfestspiele der Jugend und Studenten in Berlin zehn farbenfreudige Blumenbilder. „Blumen und junge Menschen gehören zusammen“ meinte sie dazu.
Werner Klemke sagte 1972 anlässlich ihrer Ausstellung: „Ihre Arbeiten, scheinbar von frappierender Selbstverständlichkeit und Einfachheit, sind von hohem künstlerischen Anspruch und in der Form außerordentlich kompliziert. Sie strahlen jene Fröhlichkeit und Kraft aus, die sie auch als Mensch für uns alle, die wir mit ihr zusammenleben, so kostbar macht.“
Gertrud Klemke-Stremlau war Mitglied des Verbands Bildender Künstler der DDR. Anfang der 1950er Jahre war sie an der Bildung von dessen Kreisverbands Berlin-Weißensee beteiligt.
Druckgrafiken Gertrud Klemke-Stremlaus befinden sich u. a. in der Zentral- und Landesbibliothek Berlin am Standort der Amerika-Gedenkbibliothek.

## Werke (Auswahl)
- Winterlandschaft Weißensee (1970, Pastell; auf der VII. Kunstausstellung der DDR)[10]
- Hahn (1973, Siebdruck, 48 × 38 cm)[8]
- Blumen (1973, Siebdruck, 40 × 37 cm)[9]
- Burationo (1975, Zinkographie in sechs Farben; in der Originalgrafik-Mappe des Berliner Verlags Junge Welt Internationale Grafik zum 30. Jahrestag der Befreiung vom Hitlerfaschismus durch die ruhmreiche Sowjetarmee)[11]

## Weitere Ausstellungen (unvollständig)

### Einzelausstellungen
- 1973: Magdeburg, Kulturhistorisches Museum

#### Postum
- 2022: Berlin, Atelier Klemke („Gertrud Klemke-Stremlau – die Frau an seiner Seite“)

### Ausstellungsbeteiligungen
- 1972/73: Dresden, VII. Kunstausstellung der DDR
- 1975: Berlin, Bezirkskunstausstellung